# ماهی شالیزار
ماهی شالیزار (نام علمی: Adrianichthyidae) نام یک تیره از راسته منقارماهی‌سانان است.